# Мури з баштою (Меджибіж)
Мури з баштою — комплекс фортифікаційних споруд XVI–XIX століть, який входить до складу Державного історико-культурного заповідника «Межибіж» в смт Меджибіж Хмельницького району Хмельницької області. Пам'ятка архітектури національного значення, під номером 764/3
Збудовані на основі більш давніх замкових споруд литовського періоду. Неодноразово перебудовувалися.

## Історія
Об’єкт "Мури з баштою" являє собою окрему пам’ятку архітектури національного значення, яка перебуває на державному обліку.
Наявні археологічні та архітектурні пам’ятки: рештки земляних валів, археологічний матеріал XII-XIII століть, поховання часів татарських нападів XIII століття за територією давніх укріплень свідчать про існування поселення у цей період. Добре збережене ядро поселення, яке виявили дослідники на території фортеці, розташовувалося на схилі пагорба, який знаходиться біля злиття річок Південний Буг і Бужок.
Після столітнього татарського панування на Поділлі, коли краєм заволоділо Велике Князівство Литовське (1362 р.), князь Ольгерд передав Меджибіж своїм племінникам Кор’ятовичам. За часів владарювання Кор’ятовичів фортецю було відбудовано і розширено. Трикутне у плані кам’яне укріплення з барбаканом, що прикривав замкові ворота, та круглими вежами на кутах визначило подальшу розбудову укріплень. Від фортифікаційних споруд литовського періоду зберігся барбакан (знаходиться всередині прибудованого у XVII ст. п’ятипелюсткового бастіону), вежа-донжон (надбудована при будівництві палацового комплексу, має назву Круглої), південна вежа (у перебудованому вигляді). Залишки південного та північного прясел знаходяться в основі сучасних прясел мурів, західне прясло литовського часу знаходиться на фортечному подвір’ї під землею.
Сучасні обриси об’єктів на території фортеці було сформовано головним чином за часів володіння магнатів Сенявських (з 1540 р.) Приміщення, які до цього часу слугували оборонним цілям, були переобладнані на палац. На східному розі фортеці прибудовано п’ятипелюстковий бастіон. У середині XVII сторіччя, з огляду на поширення важкої артилерії, нижні яруси палацового комплексу були забутовані землею: засипано перші яруси флігеля і головного палацового корпусу, засипано барбакан і долішні яруси Круглої вежі-донжону. Наприкінці XVII сторіччя з зовнішньої сторони фортеці зведено контрфорси, аби запобігти тиску, який чинило земляне забутування через перепад висот між подвір’ям фортеці і зовнішньою частиною.
У 1730 р. фортечний комплекс переходить у власність Августа Олександра Чарторийського і зазнає подальшої перебудови. У власності шляхетського роду Чарторийських замок залишається й після приєднання Поділля до Росії 1793 р. Імператорським указом від 21 грудня 1830 р. за участь Адама Єжи Чарторийського у польському повстанні замок конфісковано, а у 1848 р. передано військовому відомству. Під впливом поширеної у той час течії романтизму палац було перебудовано у псевдоготичному стилі. Комплекс позбувся вигляду оборонної споруди і повністю перетворився на представницьку резиденцію. Романтичній стилізації сприяв також навколишній краєвид.
За радянських часів у палаці розмістили виробничі цехи маслозаводу, що завдало значної шкоди пам’ятці. Але до найбільших втрат призвела місцева влада, яка дозволила розбирати замкові будівлі на будівельні матеріали. Перед фахівцями інституту "Укрпроектреставрація", які 1967 р. почали досліджувати пам’ятки Меджибожа, палацовий комплекс постав вже у стані руїни.
Реставраційні роботи у другій половині XX ст. проводилися з тривалими перервами. У 1978 р. реставровано Каретний корпус. У 2008 у цій будівлі створено Музей пам’яті жертв Голодомору 1932-33 рр. на Поділлі.

## Архітектура

### Лицарська вежа
Див. Лицарська вежа

### Палацовий комплекс
Див. Палац Сенявських-Чарторийських

### Каретний корпус

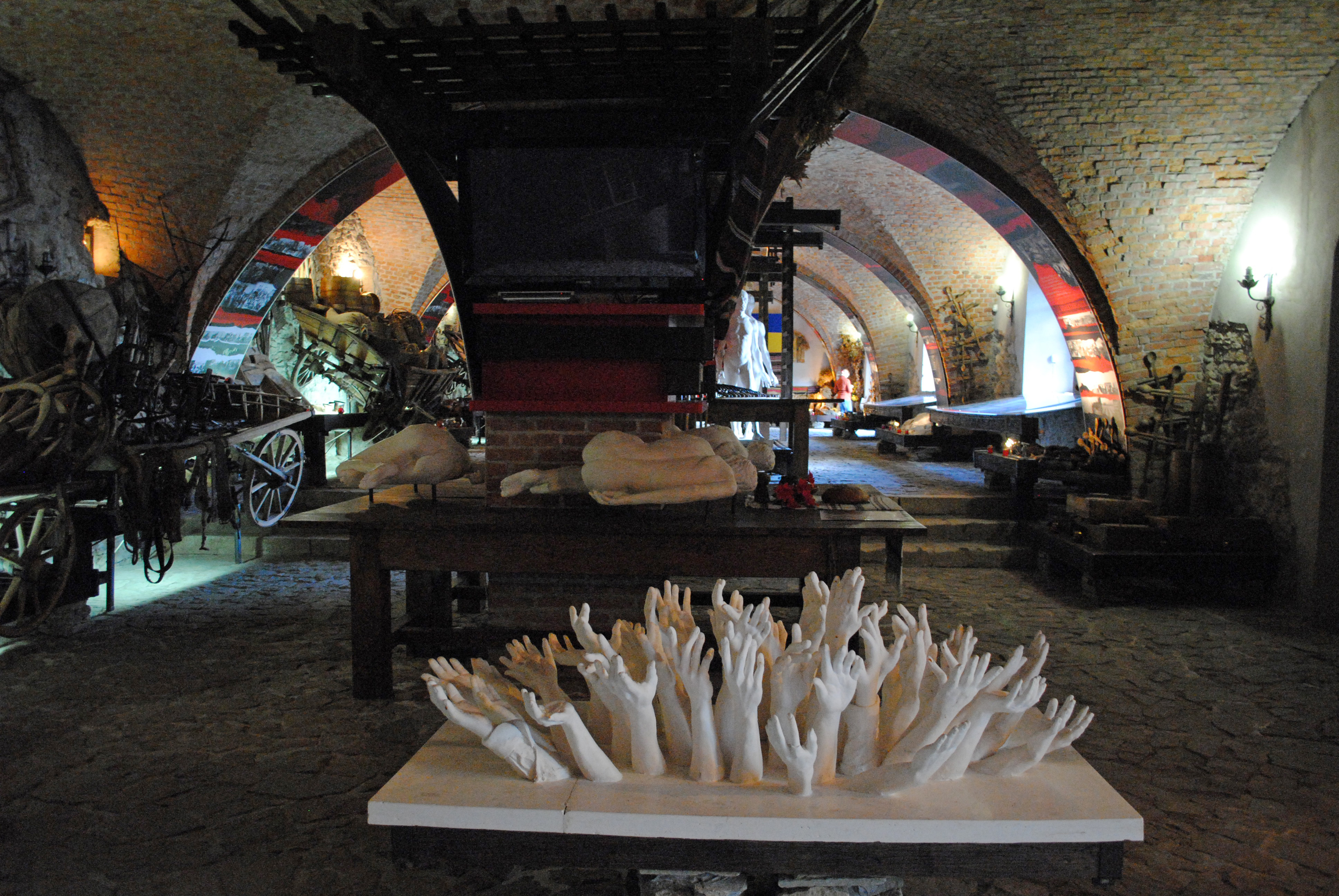
Інтер’єр Каретного корпусу з експозицією Музею пам’яті жертв Голодомору 1932-1933 рр. на Поділлі

Каретним корпусом названо стайні, які споруджено у XVII ст. Будівля прилягає з внутрішньої сторони до західного прясла мурів. Перекриті замкненими склепіннями, що спираються на стіни і сторпи в центрі видовженого приміщення.